# Ignacio Susperreguy
Ignacio Edmundo Susperreguy Dabek (Santiago, Chile, 28 de junio de 1989) es un actor chileno en teatro, cine y televisión. 

## Biografía
Ignacio Susperreguy nació en Santiago. Debutó el 2012 en la teleserie nocturna Separados interpretando a Pablo Marambio, hijo de Emilio Marambio (Fernando Larraín) y Macarena Damilano (Alejandra Fosalba).
En 2013 continuó en TVN, donde participó en la teleserie vespertina Somos los Carmona interpretando a Felipe Velasco, hermano de Rocío (Valentina Carvajal) e Ignacia (Isidora Artigas), e hijo de Roberto (Fernando Larraín) e Isabel (Ingrid Cruz). 
En 2014 interpreta a Nicolás Hidalgo en la fallida teleserie Caleta del sol.
En Teatro ha actuado en obras como Mala sangre, Sueño de una noche de verano y La historia sin fin; además de otras obras como La estación sin retorno y Rutas patrimoniales dentro de la compañía Los Pensantes junto con el actor Julio César Serrano.

## Filmografía

### Teleseries
| Año  | Teleserie         | Personaje                       | Rol                    |
| ---- | ----------------- | ------------------------------- | ---------------------- |
| 2012 | Separados         | Pablo Marambio                  | Secundario             |
| 2013 | Somos los Carmona | Felipe Velasco Durán            | Secundario             |
| 2014 | Caleta del Sol    | Nicolás "Nico" Hidalgo Aránguiz | Secundario             |
| 2017 | Amanda            | Fernando                        | Participación especial |

### Series y Unitarios
| Año       | Serie                       | Notas                 |
| --------- | --------------------------- | --------------------- |
| 2015-2016 | Directo al Corazón          | Matinal “Bienvenidos” |
| 2016-2018 | Lo que callamos las mujeres | Chilevisión           |
| 2018      | Morandé con compañía        | Mega                  |

### Web serie
| Año  | Título            | Tipo                |
| ---- | ----------------- | ------------------- |
| 2016 | Los 7 sin límites | Web serie Galaxys 7 |

### Vídeos musicales
| Año  | Título | Artista     | Dirección     |
| ---- | ------ | ----------- | ------------- |
| 2017 | Fiera  | Maca Torres | Camila Grandi |

### Publicidad
- Cristal (Secundario) - (2013)
- Movistar (Protagónico) - (2015)

## Teatro
| Año         | Obra                         | Personaje         | Notas                            |
| ----------- | ---------------------------- | ----------------- | -------------------------------- |
| 2010        | Mala sangre                  | Varios Personajes | Compañía Teatro del Silencio     |
| 2011        | Sueño de una noche de verano | Varios Personajes | Obra de Teatro                   |
| 2012        | La Historia sin Fin          | Atreyu            | Obra de Teatro                   |
| 2015 - 2016 | La Estación sin Retorno      | Pablo Neruda      | Compañía de Teatro Los Pensantes |
| 2016 - 2017 | Rutas patrimoniales          | Varios Personajes | Compañía de Teatro Los Pensantes |
| 2019        | Confesiones de               | Nacho             | OG Producciones                  |